# Kemal Dinç
Kemal Dinç (* 1970 in Istanbul) ist ein türkischer Langhalslautenspieler und Komponist.

## Leben und Karriere
Dinç wuchs zunächst in der Türkei auf, 1980 zog er mit seiner Familie nach Deutschland. Mit etwa zwölf Jahren begann er die Langhalslaute Bağlama zu spielen; sehr viel später erlernte er das klassische Gitarrenspiel. Nach einer Ausbildung an der Berufsfachschule für Musik Sulzbach-Rosenberg schloss er 1997 sein Masterstudium an der Abteilung für klassische Musik der Hochschule für Musik und Theater Leipzig ab. 2006 veröffentlichte er sein erstes Album Lir ve Ateş. In seinen Kompositionen stellt er die anatolische Melodik in polyphone Zusammenhänge und gibt ihr so einen zeitgenössisch-modernen Charakter. Auf der nach seinen Vorgaben veränderten Dinç-Bağlama kann er mit Anschlagstechniken, die bisher für die Gitarre typisch waren, neue Klangwelten entfalten und so die Basis legen für ein weitgehend verändertes Repertoire auf seinem Instrument. Dinç tritt mit verschiedenen Ensembles (Duo Bourdun, Drama Ensemble) und auch mit klassischen Symphonieorchestern auf.
Dinç unterrichtet an der World Music Academy der Musikhochschule Codarts in Rotterdam, der Popakademie Baden-Württemberg und weiteren Hochschulen. 2022 wurde er mit dem WDR-Jazzpreis in der Kategorie „Musikkulturen“ ausgezeichnet.

## Diskografie

### Alben
- 2006: Lir ve Ateş
- 2012: Bağlama İçin Denemeler
- 2015: Geleneksel Yorumlar

### Kollaborationen
- 2017: Duo (mit Ahmet Aslan)

### Live-Alben
- 2018: Istanbul Live Concert

### Singles (Auswahl)
- 2017: Dünyada Tükenmez Murat Var İmiş (mit Ahmet Aslan)
- 2017: Gülyüzlü Sevdiğim (mit Ahmet Aslan)
- 2017: Necedir Ağlarsın (mit Ahmet Aslan)